# Inosztrannaja Lityeratura
Az Inosztrannaja Lityeratura (oroszul: Иностранная литература) orosz nyelvű szovjet (1955–1991), illetve oroszországi (1991-től), havonta Moszkvában megjelenő világirodalmi folyóirat. Szakterülete: oroszra fordított idegen nyelvű irodalmi művek és külföldi irodalommal kapcsolatos egyéb írások közreadása. A cím jelentése: 'külföldi irodalom'. A kiadvány legnagyobb részben olyan irodalmi műveket publikál, amelyek korábban még nem jelentek meg oroszul.
A Szovjet Írók Szövetsége elnökségének folyóirataként alapították 1955 júliusában. Sokáig magyar testvérlapjának számított a Nagyvilág. A napjainkban (a 2020-as évek elején) is megjelenő orgánum alapítója a szerkesztőségi munkaközösség, főszerkesztője 2008-tól Alekszandr Jakovlevics Livergant irodalomtörténész, műfordító.

## Történetéből
A folyóirat „első” elődjének tekintik az 1891-ben Szentpéterváron alapított Vesztnyik Inosztrannoj Lityeraturit („Вестник иностранной литературы” 1891–1916). A szovjet korszakban ugyanezen a címen indított folyóirat (1928–1930) kiadása később más címen folytatódott: Lityeratura Mirovoj Revoljucii („Литература мировой революции”, 1931–1932), Intyernacionalnaja Lityeratura („Интернациональная литература”, 1933–1943). Utódjuk volt a mai címen 1955-ben indított lap.
A Nyikita Hruscsov idején, az ún. „olvadás” és a kulturális nyitás jegyében útjára indított folyóirat néhány „nyugati” realista írótól (pl. Heinrich Böll, Ernest Hemingway, Graham Greene, Günter Grass), de elsősorban az ún. szocialista országok, továbbá Afrika, Ázsia, Latin-Amerika baloldali, „elkötelezett” szerzőitől közölt irodalmi műveket és azokról kritikákat, ismertetőket. Ehhez  járultak a szovjet párt aktuális kultúrpolitikai irányvonalának megfelelő irodalomesztétikai cikkek, a realista irányzatok támogatása, az ún. modernizmusok bírálata. 
A világirodalom számos alkotója, műve ennek a lapnak hasábjain jelent meg először orosz nyelven. Az 1955–1964 közötti évtizedben 54 latin-amerikai, 95 afrikai (pl. szenegáli) és 295 ázsiai (köztük kínai, vietnami) szerző írását közölte. Az ún. harmadik világra tágra nyitotta kapuit, de „részben azért, hogy azon belül a nyugati világot szűkebbre szabhassa”. Az 1960-as évek közepétől a politikai változásoknak megfelelően a kapuk egy időre összébb zárultak. A pártpolitika változásainak közepette a folyóirat mégis a kitekintést jelentette egy bezárkózó  társadalomban. Népszerűsége irodalmi laphoz képest rendkívüli volt, amihez alacsony előállítási és kereskedelmi ára is hozzájárult.

## Magyar szerzők a folyóiratban
A szerkesztőség szinte a kezdetektől kapcsolatot tartott a magyar irodalommal. Állandó magyar fordítói, köztük Jelena Malihina, Oleg Rosszijanov, Tatyjana Voronkina, Jurij Guszev, Vjacseszlav Szereda, Okszana Jakimenko sokat tettek, illetve tesznek a magyar irodalom megismertetéséért. Csak az 1990-es évek eleje és 2004 közötti bő évtizedben megjelent a folyóiratban többek között Bodor Ádám, Darvasi László, Déry Tibor, Esterházy Péter, Konrád György, Kornis Mihály, Nádas Péter, Spiró György elbeszélése vagy esszéje; Kányádi Sándor, Oravecz Imre, Petri György, Pilinszky János, Rakovszky Zsuzsa verse. 2002-ben közölték Esterházy Péter Harmonia caelestisének néhány fejezetét, 2003-ban pedig a Javított kiadásának rövidített változatát. A 2009. 12. szám Kölcsey több versének fordítását, illetve újrafordítását tette közzé, köztük a Himnuszt, a Vanitatum Vanitast, a Husztot. A 2010-es években adta közre a lap Szőcs Géza Limpopo című regényét (2012. 3. szám), Háy János Ország, város, fiú, lány című könyvének több fejezetét (2017. 4. szám),  válogatást Krasznahorkai László Megy a világ című elbeszéléskötetéből (2017. 5. szám) és másokat.

## 21. század
A 21. századra a társadalmi-gazdasági viszonyokkal együtt az olvasói igények, a műszaki feltételek és a piaci viszonyok is (pl. az internet, a külföldi kiadók száma) alapvetően megváltoztak. Az új helyzetben a szerkesztőség munkatársai Inosztranka néven önálló kiadót alapítottak. A folyóirat 2005-ben elért nyolc-tízezres példányszáma persze össze sem hasonlítható a peresztrojka előtti idők két-három- vagy esetenként hatszázezret elérő példányszámával. 2018-ban pedig a főszerkesztő már csak alig  háromezerről beszélt, „úszunk az ár ellen” – mondta. A lap fő célja mégis változatlanul az, hogy megismertesse az olvasókat a színvonalas kortárs világirodalommal, a legjobb orosz nyelvű fordításokban. Készülnek tematikus vagy egy-egy ország irodalmát átfogóan bemutató számok is, például 2018-ban az olasz, 2019 tavaszán a lett irodalomról. Továbbra is sok vers, széppróza, esszé, színvonalas detektívregény és sci-fi, a külföldi irodalmi díjasok, felkapott szerzők neve vagy műve itt jelenik meg először oroszul. 
„Teljesen szabadon választjuk meg a számok anyagait, nincs fölöttünk a párt Központi Bizottsága, nincs semmilyen cenzúra. De ezért a szabadságért nagyon drága árat fizettünk – mindenekelőtt elvesztettük a népszerűséget és a hatalmas példányszámot” – nyilatkozta a lap főszerkesztője 2018-ban.

## Főszerkesztői
- Alekszandr Boriszovics Csakovszkij (1955–1963), író
- Borisz Szergejevics Rjurikov (1963–1969)
- Nyikolaj Trofimovics Fedorenko(wd) (1970–1988), korábban diplomata, a Szovjetunió ENSZ képviselője a Biztonsági Tanácsban, sinológus, műfordító
- Csingiz Ajtmatov (1988–1990), író
- Vlagyimir Jakovlevics Laksin (1990–1993), irodalomtörténész, kritikus, memoáríró
- Alekszej Nyikolajevics Szlovesznij (1993–2005), az alapítástól kezdve 50 éven át a szerkesztőség munkatársa: szerkesztője, rovatvezetője, végül főszerkesztője[3]
- Alekszej Vasziljevics Mihejev (2005–2008), nyelvész, kritikus
- Alekszandr Jakovlevics Livergant (2008 – )irodalomtörténész, műfordító.